# CROSS GO!GO! FRID@Y
『CROSS GO!GO! FRID@Y』（クロス・ゴーゴー・フライデー）は、2000年4月から同年9月までエフエム九州 (CROSS FM) で放送されていたワイド番組である。

## 概要
CROSS FM初のナビゲーターがリレーで番組を担当した番組で、「ノンストップエンターテイメント＆バラエティプログラム」と銘打たれていた。放送時間は毎週金曜 7:00 - 17:00 （日本標準時）。CROSS FM北九州本社第1スタジオからの生放送。
番組は、大きく分けて3部構成となっていた。7:00 - 10:00に放送の「PART 1」では、月曜 - 木曜の同じ時間帯に放送されていた『DIGITAL MORNING DRIVE』と同じ内容を放送。また13:00 - 17:00に放送の「PART 3」は、かつてこの時間帯に放送されていた『RADIO SONIC』の内容を引き継いだパートとなっていた。

## ナビゲーター
- TOGGY（7:00 - 12:00）
- 信川竜太（10:00 - 17:00）
- 立山律子（13:00 - 17:00）

## 放送内容

### PART 1 DMD WEEKEND CHANNEL FEATURING TOGGY（7:00-10:00）
- この3時間のナビゲーターはTOGGY。
- 7:00-9:00は月曜日-木曜日の「DIGITAL MORNING DRIVE」と同内容を放送、逆に言えばこの3時間は同番組の金曜版であったが、タイムテーブル上は別番組扱いとなった。

#### 9時台の主なコーナー
- ラヴ・アタック・フライデー（9:00-9:40）

まず毎週2人以上の女性リスナー組を募集、その内1人を「マチコちゃん」（「待ち子」、待っている女の子の意）として電話で出てもらって自己紹介、グループ紹介をしてもらう。それを聴いた2人以上男性リスナー組を募集、3組くらいを選んで「ラヴ・アタッカーズ」として登場してもらい、その中から1組を女性リスナー組が選んで食事などに誘うという、いわゆる「合コン」の相手探しを手伝うコーナー。
週によってはまず男性リスナー組を募集し、女性リスナー組の「ラヴ・アタッカーズ」を募集したこともあった。
コーナーの時間帯も影響し、女性リスナー組からの応募がない週もあるなど、反響はあまりよくなかった。

### PART 2 SPARRING CHANNEL FEATURING TOGGY & RYUTA NOBUKAWA（10:00-13:00）
- この3時間のナビゲーターはTOGGYと信川竜太。但し、TOGGYは12:00までで、12:00-13:00までは信川竜太が1人で担当した。

#### 主なコーナー
- GO!GO!チャンス（不定期）

リスナー参加型コーナー。
クイズや連想ゲームなどを行い、リスナーに電話で参加してもらった。
- PENZOIL POWER OF ROCK （11:10-11:40）

「車」をキーコンセプトとして、車に関する情報やドライヴ・ミュージックを紹介。コーナー内ではMINEサーキットで行われるレース情報も紹介した。
このコーナーはTOGGY1人で進行し、信川竜太は出演しなかった。
スポンサーはPENZOIL（「ペンズオイル」、アメリカの自動車オイルのブランド）。提供クレジットは英語で紹介された。
このコーナーのみ、専用のジングル「PENZOIL POWER OF ROCK CROSS FM」（コーラスによるもの）が制作され、放送時に使用された。
- ランチタイム・リクエスト（12:00-13:00）

リスナーからのリクエスト曲を紹介。
- WEDDING CALL（12:10-12:20）

ウェディングソングと、スポンサーである「鞘ヶ谷ハーブガーデン 光と風の教会」（北九州市戸畑区）及び「新門司マリーナ 海と太陽の教会」（北九州市門司区）で式を挙げるカップルを紹介した。
コーナータイトルは立山律子、提供クレジットは信川竜太が読み上げたものがジングル化され使用された。
2000年10月からは後番組「SMOOTH CHANNEL」に引き継がれた。

### PART 3 FIGHTING CHANNEL FEATURING RYUTA NOBUKAWA & RITSUKO TATEYAMA（13:00-17:00）
- この4時間のナビゲーターは信川竜太と立山律子。２人が「ゴゴにちわ〜」と言って始まるが、リスナーの反応が悪く定着しなかった[独自研究?]。
- この時間、提供クレジットがある場合は全て立山律子が読み上げたものがジングル化され使用された。

#### 主なコーナー
- GO!GO!チャンス（不定期）

リスナー参加型コーナー。クイズや連想ゲームなどを行い、リスナーに電話で参加してもらった。
- SNAP SHOT （13:30-13:40）

スポンサーはタイ国政府観光庁と福岡市内のホテル・リッツファイブ。
タイ国の観光スポットや、観光に関する情報を紹介するコーナーだが、この番組ではタイ国周辺でヒットしている曲を紹介した後、タイ国政府観光庁からのお知らせを紹介して、信川竜太が「WELCOME TO THAILAND!」と言ってコーナーを締めていた。
このコーナーは月曜日-金曜日を通じて放送され、月曜日-木曜日は「HAKATA PARADISE」内で放送された。
2000年10月からは後番組「RADIO MUSCLE」に引き継がれた。
- GO!GO!シングルTOP10（13:50-14:00）

福岡県内の主なCDショップのシングルチャート上位10曲を紹介。
- MUSIC EXPRESS（14:10-14:40）

スポンサーであるJR九州から届く旅の情報、列車の情報を紹介した。
このコーナーは月曜日-金曜日を通じて放送され、月曜日-木曜日は「HAKATA PARADISE」内で放送された。
2000年10月からは後番組「RADIO MUSCLE」に引き継がれた。
- FRIDAY CAFE（15:15-15:35）

スポンサーである西日本新聞に掲載された記事、トピックスを紹介した。
このコーナーは月曜日-金曜日を通じて放送され、月曜日-木曜日は「HAKATA PARADISE」内で「PARADISE CAFE」というコーナータイトルで放送された。
2000年10月からは後番組「RADIO MUSCLE」に引き継がれた。
- WARNER MYCAL CINEMAS CINEMA CLICK （15:45-15:55）

スポンサーであるワーナー・マイカル・シネマズの大野城・上峰・戸畑3館で上映される映画の情報を紹介した。
このコーナーのみ、提供クレジットは立山律子が英語で読み上げた。
2000年10月からは後番組「RADIO MUSCLE」に引き継がれた。
- イニシャルR対決 （16:00-17:00）

信川竜太と立山律子、イニシャルが「R」の2人が、毎週用意されるテーマ、ルールに基づき対決するコーナー。
結果的には立山律子の圧勝だった。
| CROSS FM 金曜7:00枠 | CROSS FM 金曜7:00枠                           | CROSS FM 金曜7:00枠 |
| 前番組 | 番組名                                        | 次番組 |
| --- | --------------------------------------------- | --- |
| DIGITAL MORNING DRIVE （1998年4月 - 2000年3月） ※7:00 - 10:00 【本番組に内包】CHELSEA-CHAIN （1999年4月 - 2000年3月） ※10:00 - 13:00RADIO SONIC （1999年4月9日 - 2000年3月31日） ※13:00 - 21:00 | CROSS GO!GO! FRID@Y （2000年4月 - 2000年9月） | DIGITAL MORNING DRIVE （2000年10月 - 2003年3月） ※7:00 - 10:00 【本番組から独立】SMOOTH CHANNEL （2000年10月 - 2002年3月） ※10:00 - 13:00RADIO MUSCLE （2000年10月 - 2002年3月） ※13:00 - 17:00 |